# Māhārāṣṭri Prākrit
Māhārāṣṭri Prākrit (ISO 639-3: pmh), indoarijski izumrli jezik koji se rabio na području Maharashtre, Indija. Na njemu je pisao sanskrtski autor Kālidāsa. 
Govorio se od 5. stoljeća prije Krista. Suvremeni jezik marathi evoluirao je iz njega. Kodni naziv (identifikator [pmh]) dobio je tek 18. srpnja 2007